# 宜宾长江大桥
宜宾长江大桥是一座位于中華人民共和国四川省宜宾市的斜拉桥，跨越金沙江与岷江汇合口下游的长江干流，是岷江口向下游最近的一座跨江大桥，故有“万里长江第一桥”之称 。大桥为双向四车道公路，两侧设有人行道。于2003年5月21日开工建设，2008年4月7日正式通车，总投资额为3.44亿元。

## 背景
宜宾市地处金沙江、岷江、长江的交汇处，在中国西部大开发中被定位为长江上游一级中心城市、川滇黔结合部区域交通枢纽。在宜宾城市规划逐步实施的过程中，长江两岸地区之间的客货运输量不断增加，但由于当时长江上还没有一座桥梁可供南北直接通行，导致其间的交通运输不得不经过金沙江和岷江上已建成的两座公路桥绕行，因此，当地决定兴建一座跨越长江干流的大桥，以改善长江两岸之间的交通状况，缓解市区的交通压力。

## 设计
大桥全长928.73米，其中主桥采用双塔双索面预应力混凝土斜拉桥设计，全长828米，跨距布置为184+460+184米，每个边跨设2个辅助墩 ，全桥共4个辅助墩；北岸引桥为3×30米预应力混凝土空心板梁桥。
主梁采用半漂浮体系，在主粱与桥塔下横梁间设置弹性水平索。主梁采用C60混凝土，为分离式双箱梁，中心处梁高3.3米，顶板厚25厘米，设2%的双向横坡，梁顶全宽25米，梁底全宽25.6米，两分离式箱内缘距离为8米。
桥塔采用C50混凝土H形塔，自承台顶面至塔顶，分别高159.93米（南塔）和172.52米（北塔），各设上、下两道横系梁。
全桥共152对斜拉索，按扇形布置，采用环氧喷涂钢绞线，主梁上标准索距为6米，边跨配重段索距为3米。
桥下通航净空高度为58米，洪水期可保持在38米。大桥抗洪能力为300年一遇的洪水。

## 建设
四川路桥集团公司与宜宾市国有资产经营有限公司共同组建的宜宾长江大桥开发有限责任公司负责大桥的投资建设，建设工期为4年，于2003年5月21日开工，按照四川省发改委的要求，项目施工和监理采取公开招标。最终，四川路桥建设股份有限责任公司成为施工单位；四川公路工程监理事务所成为监理单位。
该桥建设中曾经因为资金问题影响了施工进度，中途一度被迫停工。经过多方协调努力，工程于2005年11月恢复建设。2008年4月7日正式竣工通车。